# Tepuiglanzkehlchen
Das Tepuiglanzkehlchen (Polytmus milleri) oder Tepuigoldkehlchen ist eine Vogelart aus der Familie der Kolibris (Trochilidae). Die Art kommt nur im Grenzbereich der südamerikanischen Länder Brasilien, Guyana und Venezuela vor. Der Bestand wird von der IUCN als „nicht gefährdet“ (least concern) eingeschätzt. Die Art gilt als monotypisch.

## Merkmale
Das Tepuiglanzkehlchen erreicht eine Körperlänge von etwa 12 Zentimetern bei einem Gewicht von ca. 6 Gramm. Die Oberseite ist bronzegrün glänzend, während die Unterseite grasgrün glänzt. Die Schwingen sind schwärzlichpurpurn. Die mittleren Steuerfedern sind markant bronzegrün und nicht glänzend. Die seitlichen Steuerfedern werden von 4 bis 5 Millimeter langen Sprenkeln durchzogen. Der Schwanz ist stark abgerundet. Der schwarze Schnabel ist leicht gebogen. Das Weibchen ähnelt dem Männchen, hat aber eine weiß gesäumte Unterseite.

## Vorkommen

Verbreitungsgebiet des Tepuiglanzkehlchens

Das Tepuiglanzkehlchen kommt an den Tafelbergen bzw. Tepuis Venezuelas vor. Außerdem findet man es im extremen Norden des Bundesstaates Roraima beispielsweise am Roraima-Tepui. In Guyana wurde es an der Südseite des Berges Kowa beobachtet.

## Habitat
Das Tepuiglanzkehlchen lebt in der subtropischen Zone. Man kann es oft am Rand von Nebelwäldern und in offenem Terrain mit verstreuten Bäumen und Büschen beobachten. Dabei bewegt es sich in Höhen zwischen 1300 und 2200 Metern. Typische Pflanzenarten dieser Vegetation sind die der Gattungen Vochysia, Chrysophyllum und  Euterpe.

## Verhalten
Das Tepuiglanzkehlchen ist ein Einzelgänger. Sein Nest baut es frei nur wenige Meter vom Boden entfernt ist. Sein Futter sucht es vorzugsweise in spärlichem Buschwerk.

## Etymologie und Forschungsgeschichte
Frank Michler Chapman beschrieb das Tepuiglanzkehlchen unter dem Namen Waldronia milleri. Das Typusexemplar wurde am 13. Februar 1929 von den Brüdern Alfonso und Ramón Olalla gesammelt. 1760 führte Mathurin-Jacques Brisson die Gattung Polytmus ein, der er das Bronzerücken-Glanzkehlchen (Polytmus guainumbi (Pallas, 1764)) zuordnete. Polytmus leitet sich vom griechischen πολύτιμος polýtimos für „sehr kostbar, wertvoll“ ab. Dieses setzt sich wiederum aus πολῠ́ς polýs für „viel“ und τῑμή tīmḗ für „Wert, Hochschätzung“ zusammen. Der Artname ist Waldron DeWitt Miller (1879–1929) gewidmet.